# Daphniphyllum griffithianum
Daphniphyllum griffithianum là một loài thực vật có hoa trong họ Daphniphyllaceae. Loài này được (Wight) Noltie mô tả khoa học đầu tiên năm 2005.